# Itum-Kali (okres)
Itum-Kalijský okres, též okres Itum-Kali (čečensky Итон-Кхаьллан КIошт, rusky Итум-Калинский район) leží v jižní horské oblasti Čečenské autonomní republiky Ruské federace. Správním centrem okresu je vesnice Itum-Kali.

## Geografie
Okres Itum-Kali zasahuje do vysokohorské oblasti Velkého Kavkazu. Obcí Itum-Kali a severozápadní částí okresu protéká řeka Argun. Z hlediska administrativního členění Čečenské republiky je Itum-Kalijský okres na západě ohraničen okresem Galan-Čož, jehož jižní část do roku v letech 1957 - 2012 přináležela k okresu Itum-Kali, Na severu leží sousední okresy Ačchoj-Martan a Šatoj a na východě se nachází okres Šaroj. Na jihu Itum-Kalijský okres hraničí s Gruzií. Jižní hranice čečenských okresů Itum-Kali a Galan-Čož, která je zároveň státní hranicí mezi Ruskou federací a Gruzií, prochází ve výšce cca 3500 – 4000 m n. m. po Tušetském, Mucojském a Vežlanském hřebeni. Na území okresu Itum-Kali na hranici s Gruzií leží nejvyšší hora Čečenska Tebulosmta (čečensky Тулой-лам, 4 482 m n. m.).
Podnebí odpovídá horskému charakteru oblasti. Nejvíce srážek se zde vyskytuje v období jarních a podzimních měsíců. Nejteplejším obdobím jsou červenec a srpen, kdy teploty dosahují 40 °C a půda bývá prohřáta až na 18 °C.

## Historie

Administrativní členění Itum-Kalijského okresu z doby před rokem 2012, kdy k němu přináleželá vysídlená jižní část okresu Galan-Čož

Okres Itum-Kali byl vytvořen v roce 1923. Na základě rozhodnutí nejvyšších orgánů Sovětského svazu v čele s J. V. Stalinem a L. P. Berijou z roku 1943 bylo koncem února 1944 deportováno do středoasijských republik SSSR téměř půl miliónu Čečenců a Ingušů, včetně všech obyvatel Itum-Kalijského okresu. Po vysídlení původního obyvatelstva byl Itum-Kalijský okres přičleněn ke Gruzii a v tomto svazku setrval až do roku 1957. Do roku 2012 byly součástí Itum-Kalijského okresu nejjižnější horské oblasti okresu Galan-Čož. . Před obnovením okresu Galan-Čož měl Itum-Kalijský okres rozlohu 2 000 čtverečních kilometrů.

## Obyvatelstvo
Podle statistických údajů Itum-Kalijský okres k 1. lednu 2015 měl 6031 obyvatel, přičemž celá jedna pětina z tohoto počtu žila ve střediskové obci Itum-Kali. Téměř 93 % obyvatelstva tvořili Čečenci a pouze 2,2 % Rusové. Dále zde byli evidováni příslušníci avarské, lezginské, tabasaranské a kumycké národnosti.

## Zajímavost
V roce 2013 byla v Argunské soutěsce poblíž obce Kokadoj severovýchodně od centra okresu Itum-Kali zahájena výstavba malé hydroelektrárny s plánovaným výkonem 1,3 MW. Jednalo se o první zařízení tohoto druhu na území Čečenska. Technologické vybavení hydroelektrárny bylo dodáno německými a českými firmami.